# Zbigniew Stelmasiak
Zbigniew Stelmasiak (ur. 2 grudnia 1956 w Cybince, zm. 5 maja 2015 w Gislaved) – polski piłkarz, grający na pozycji napastnika. Zawodnik m.in. Lecha Poznań, Pogoni Szczecin, Górnika Wałbrzych, Zagłębia Lubin i Trelleborgs FF. W sezonie 1980/1981 zagrał w finale Pucharu Polski. W sezonach 1981/1982 oraz 1982/1983 zdobył trzecie miejsce w klasyfikacji strzelców I ligi polskiej.
Karierę zakończył w szwedzkim klubie Trelleborgs FF, po zakończeniu kariery mieszkał na stałe w Szwecji.